# Raionul Luhînî, Jîtomîr
Luhînî (în ucraineană Лугинський район, transliterat: Luhînskîi raion) este un raion în regiunea Jîtomîr, Ucraina. Reședința sa este așezarea de tip urban Luhînî.

## Demografie
Componența lingvistică a raionului Luhînî
     Ucraineană (98,3%)
     Rusă (1,41%)
     Alte limbi (0,16%)
Conform recensământului din 2001, majoritatea populației raionului Luhînî era vorbitoare de ucraineană (98,3%), existând în minoritate și vorbitori de rusă (1,41%).